# Enric V (obra de teatre)
Enric V —Henry V (anglès)— és un drama històric de William Shakespeare, que se suposa va ser escrit cap al 1599. Narra la història del rei Enric V d'Anglaterra, centrant-se en els fets immediatament anteriors i posteriors a la batalla d'Azincourt (1415) durant la Guerra dels Cents Anys.
Enric V és la darrera obra de la tetralogia iniciada amb Ricard II i continuada amb la primera i segona part d’Enric IV. El públic original ja estava familiaritzat amb el personatge, descrit a Enric IV com un jove salvatge i indisciplinat conegut com a "Princep Harry" i per "Hal" per Falstaff. En canvi, a Enric V el jove príncep és un home madur que s'embarca en una campanya a França coronada per l'èxit.

## Argument
Enric V comença amb un Pròleg recitat pel cor. Aquest, invoca a una musa de foc, de manera que l'actor que interpreti al rei Enric pugui adoptar el gest de Mart. Es pregunta Pot contenir aquest ròdol els vastos camps de França?, i anima els espectadors a fer servir la seva imaginació per superar les limitacions escèniques: Que el pensament supleixi les imperfeccions

### I Acte
L'Arquebisbe de Canterbury i el Bisbe d'Ely entren discutint sobre la legalitat de la petició d'Enric sobre els seus drets a França, segons el dictat de la Llei Sàlica. A la sala del tron, Enric, Gloucester, Bedford, Warwick, Westomeralnd i Exeter escolten com el l'arquebisbe raona la justícia de la reclamació d'Enric; i a continuació entren els ambaixadors francesos, que fan saber a Enric que el Delfí rebutja les pretensions d'Enric al tron francès, enviant-li com a regal de reconciliació unes pilotes de tenis. Per a l'arquebisbe de Canterbury aquesta ofensa arriba en el moment oportú, car tem que el nou rei aprovi una llei per la que perdrien béns de l'Església; i juntament amb els nobles, anima a Enric a defensar les seves pretensions amb la força de les armes.

### II Acte
El pròleg ens adverteix que Enric s'ha traslladat a Southampton. Mentrestant, a Londres, descobrim l'alferes Pistol, el caporal Nym i el tinent Bardolph A Southampton, mentre que l'exèrcit s'embarca per travessar el Canal, Enric ha de fer front a primer perill: el Comte de Cambridge, Lord Scroop i Sir Thomas Grey planegen assassinar-lo, però són descoberts i executats. Per un altre costat, a la taverna del Cap del Senglar, en Pistol, en Nym, en Bardolph i la Tavernera ploren la mort de Sir Falstaff, antic company de gresques del Rei. Finalment, al palau del rei de França, el Duc d'Exeter fa una darrera petició per solucionar diplomàticament la disputa.

### III Acte
Torna a aparèixer el Cor, i ens explica que l'oferta del francès no ha estat acceptada per insuficient, i que la flota es dirigeix cap a Harfleur. Allà, l'exèrcit d'Enric sotmet a setge la ciutat, fins que el governador la rendeix. Pel seu costat, Caterina de França demana a Alice, la seva dama de companyia Alice, que li comenci a ensenyar l'anglès, perquè sembla que s'haurà de casar amb Enric. Mentrestant, el rei de França, el Delfí, el Duc de Bretanya i el Conestable es reuneixen per decidir barrar el pas a Enric i destruir-lo. Al campament anglès, Pistol demana pietat a Fluellen per Bardolf, car ha robat una píxide d'una església i ara el volen penjar; i Enric rep l'herald francès Montjoy, que porta a Enric el desafiament del rei de França per combatre a Azincourt; i finalment, al campament francès, el Conestable, el Delfí, lord Rambures, el duc d'Orleans i els cavallers, fatxendes, es preparen per a la batalla de l'endemà.

### IV Acte
El Cor ens situa: és la nit anterior a la batalla d'Azincourt, i anglesos i francesos es preparen per al dia. Al campament anglès, Enric decideix passejar durant la nit, disfressat, per reconfortar els seus soldats i descobrir el que pensen d'ell, i finalment, sol, reflexiona sobre la responsabilitat del rei. Els francesos, es preparen per llançar-se a la batalla, confiats de la seva victòria. Al campament anglès, davant els dubtes dels seus homes, Enric pronuncia el Discurs de Sant Crispí per animar-los. S'inicia la batalla, i a poc a poc els francesos es descobreixen perdedors; però els anglesos reben la notícia que el tren d'equipatges ha estat atacat i tots els minyons que feien de patges han estat morts. Finalment, arriba l'herald Montjoy, que confirma l'absoluta victòria anglesa.

### V Acte
Després de la victòria a Azincourt, Enric intenta fer la cort a la princesa de França, Caterina de Valois. L'acció finalitza amb el rei de França adoptant Enric com el seu hereu al tron i l'oració de la reina francesa: "Que anglesos com a francesos i francesos com a anglesos s'abracin uns als altres. Déu digui amén a això."
Finalment, i com a Epíleg, torna a aparèixer el Cor, senyalant trist que al regnat de l'hereu d'Enric, "Vam ser tants que van regir les seves terres, que varen perdre França i fer sagnar Anglaterra", un record del convuls regnat d'Enric VI.

## Personatges
| - Cor Els anglesos - Enric V - Duc de Gloucester - germà d'Enric - Duc de Bedford - germà d'Enric - Duc de Clarence - germà d'Enric - Duc d'Exeter - oncle d'Enric - Duc de York - cosí d'Enric; és el Duc d'Aumerle de Ricard II, i és germà del traïdor Cambridge. - Comte de Salisbury - Comte de Westmorland - Comte de Warwick - Sir Thomas Erpingham - Cpt. Gower - un anglès - Cpt. Fluellen - un gal·lès - Cpt. Macmorris - un irlandès - Cpt. Jamy - un escocès - John Bates - soldat - Alexander Court - soldat - Michael Williams - soldat - Herald - Pistol - Nym - Bardolph - Noi - anteriorment patge de Sir John Falstaff - Mistress Quickly - tabernera, de la taverna del Cap del Senglar d'Eastcheap, abans la Mestressa Rabent i ara casada amb Pistola | - Arquebisbe de Canterbury - Bisbe d'Ely Els traïdors - Comte de Cambridge - cosí d'Enric - Lord Scroop - Sir Thomas Grey Els francesos - Carles VI, rei de França - Isabel, reina de França - Lluís, Delfí de França i Duc de Guyenne - el seu fill, el Delfí - Caterina - la seva filla - Alice - dama de companyia de Caterina - Conestable de França - Duc de Borbó - Duc d'Orleans - Duc de Berry - Duc de Borgonya - Lord Rambures - Lord Grandpré - Monsieur le Fer - soldat francès - Montjoy - herald francès - Governador d'Harfleur - Ambaixadors francesos |

## Data i text
El Cor, en el seu parlament introductori de l'acte cinquè (versos 30-2) diu: «Així, amb una semblança menor, però volguda, com si ara el general de la nostra majestuosa Reina (un dia o un altre ha de passar) tornés d'Irlanda amb la revolta traspassada per la seva espasa...».
El general és el 2n comte d'Essex, que se'n va endur una expedició a Irlanda per esclafar la Rebel·lió Tyrone. L'empresa no va reeixir i va tornar el 28 de setembre. És plausible, doncs, que aquests versos fossin escrits poc després que Essex marxér de Londres, el 27 de març de 1599.
El suport extern a aquest argument es pot adduir amb el fet que Meres no esmenta Enric V a la seva obra Palladis Tania de 1598. per l'altra banda, The Chronicle History of Henry the fifth va ser registrada al Stationers Company el 14 d'agost de 1600 pel llibreter Thomas Pavier; i la primera edició en quart va ser publicada a finals d'any, mitjançant Thomas Millington i John Busby. Els estudiosos estan d'acord a situar la data de composició entre la primavera i estiu de 1599.
El Quart 1 de Henry V és un "quart dolent", una versió abreujada de l'obra que podria ser una còpia piratejada. Un segon quart, una reimpressió del Q1 va ser publicada per Pavier el 1602. El 1619 es publicà una nova reimpressió com a Q3.

## Crítica i anàlisi

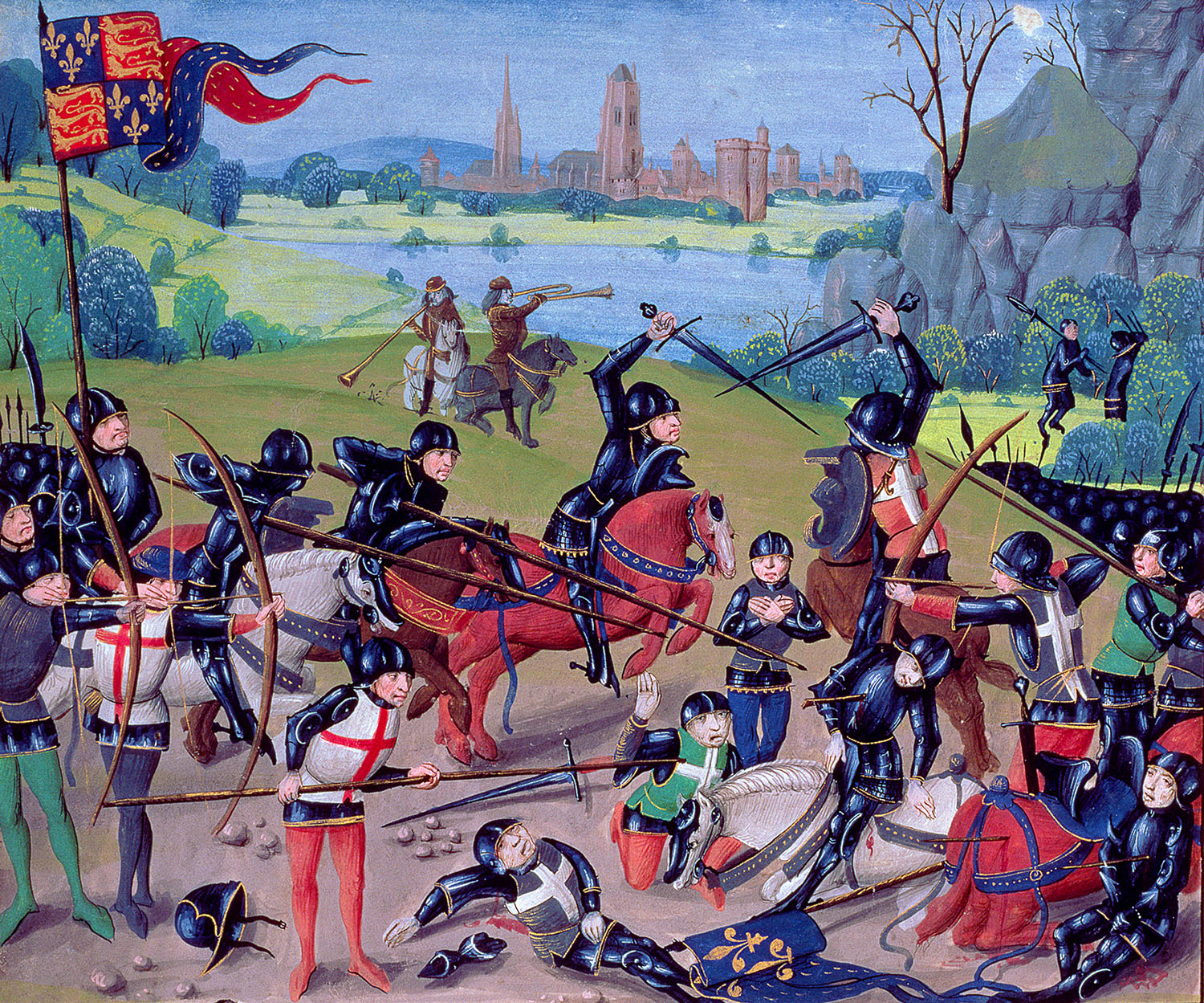
Miniatura contemporània de la batalla d'Azincourt.

Lectors i públic han interpretat l'actitud de l'obra vers la guerra de diverses maneres. Per un costat, sembla celebrar la invasió de França per part d'Enric i dona valor al poder militar. Alternativament, es pot llegir com un retrat antibèl·lic.
Alguns crítics connecten la glorificació de l'orgull nacionalista i la conquesta amb les aventures militars angleses a Espanya i Irlanda. El Cor es refereix al cinquè acte directament als triomfs militars assolits pel comte d'Essex. El mateix Enric a vegades s'ha vist com una ambivalent representació de Maquiavel escènic, combinant una sinceritat aparent amb una voluntat de fer servir la força i l'enginy per assolir els seus fins.
D'altres crítics veuen l'obra des d'un punt de vista crítica per la motivació per la causa violenta d'Enric. Les paraules nobles del Cor i d'Enric estan determinades per les accions de Pistol, Bardolph i Nym. De fet, la presència dels personatges d’Enric IV es diu que són el contrapunt a l'element aventurer del personatge d'Enric com a monarca.
El crític estatunidenc Norman Rabkin descriu l'obra un com retrat amb dos significats simultanis. Segons Rabkin, l'obra mai no se situa clarament davant la guerra, sinó que Enric canvia el seu discurs contínuament, parlant de "violació i pillatge" a Harfleur, però parlant de glòria patriòtica al Discurs del Dia de Sant Crispí.
L'ambigüitat de l'obra ha comportat que es representi amb interpretacions diverses: la versió cinematogràfica que va fer Laurence Olivier el 1944, realitzada en plena Segona Guerra Mundial, emfatitza la visió patriòtica; mentre que la versió de Kenneth Branagh de 1989 apunta els horrors de la guerra. Una producció del 2003 al Royal National Theatre presentava a Enric com un general modern, ridiculitzant la invasió de l'Iraq.

### El personatge d'Enric segons Shakespeare
Per a Shakespeare, Enric V és com la força d'un fenomen natural: és racional, calculador, hàbil, valent, llançat i decidit. No necessita lírica per expressar res, de la mateixa manera que ha estat suprimida l'espontaneïtat que tenia a la primera part d'Enric IV. En conseqüència, Enric V no necessita res més que una retòrica contundent i eficaç amb la qual pugui adornar (és a dir, amagar) els motius reals que l'empenyen a l'acció i amb la qual pugui convèncer els seus amics, les seves tropes i el país sencer de l'ideal (ordit i fabricat segons els interessos polítics més ambiciosos dels que hi havia a mà) que cal seguir per dur a terme els designis de Déu.
Ja a la primera escena on apareix el veiem demanant a l'Arquebisbe de Canterbury que li justifiqui i li legitimi la campanya contra França que, per altra banda, ja té més que decidida. Al final del l'acte V de la segona part d'Enric IV, el príncep John Lancaster diu al seu fill:
| « | Així, Harry estimat, ocupa't de guiar els esperits agitats a guerres estrangeres, perquè les accions exteriors esborrin la memòria d'aquests dies passats. | » |

Enric V no vol saber res d'allò que ni remotament el pogués destorbar del seu exercici de rei. Falstaff, per exemple, que havia estat el seu millor company d'aventures bordelleres i tavernàries, n'és un exemple. Falstaff, que havia estimat Enric més que si hagués estat un fill seu, tan aviat com aquest accedeix al tron, és rebutjat i desterrat. Shakespeare insisteix en la responsabilitat que té el rei en la mort de Falstaff: «El Rei van trencar-li el cor» diu la Mestressa Rabent, que fa una descripció commovedora de la seva mort. i Pstola insisteix encara, dient que ha mort «amb el cor trencat i mal afegit». La malaltia i la mort de Falstaff ocupen les escenes primera i tercera del segon acte; i a l'escena segona, veiem precisament el rei exercint l'acte més extrem del seu càrrec: tres condemnes a mort. els condemnat són Scroop, el seu antic favorit, Cambridge, el seu cosí, i Grey, cunyat d'un dels seus seguidors.
Més endavant consent a l'execució de Bardolf, un altre dels seus companys de taverna, per haver robat un portapau d'una església francesa. I així successivament, encara que a vegades tot quedi en amenaces, com les terrorífiques que llança a la ciutat de Harfleur duran tl setge.
Aquest no vol saber res que no formi part del paper de rei tal com ell s'ha proposat exercir-lo, comporta una conducta de moralitat més que dubtosa. La causa d'aquest canvi no pot ser cap altra que l'ambició. A la segona part d'Enric IV, Shakespeare només necessita una escena per mostrar-nos-la: l'escena on Enric se cenyeix la corona quan el seu pare encara està agonitzant i ens fa aquell meravellós discurs sobre la feixuga càrrega del poder, però acaba dient «Així, damunt del cap. Que Déu la guardi. Ni que tota la força d'aquest món fos en un braç gegant, no em desproveiria d'aquest honor hereditari...»
Abans de la batalla d'Anzicourt, Shakespeare torna a insistir en aquest aspecte d'Enric. Quan Westmoreland diu «Ah, si tinguéssim ara deu mil homes d'Anglaterra que avui no lluitaran!», Enric respon :
| « | No, bon cosí: si estem marcats per morir, ja som prous com a pèrdua de la nostra pàtria. I si hem de viure, com menys serem, més gran serà l'honor rebut. Per Júpiter, no sóc gens àvid de riqueses, ni m'importa saber qui s'aprofita dels meus béns, ni em sap greu que altres portin vestits meus; aquests afers externs no em mouen el desig. Però si fos pecat cobejar honors, seria l'ànima més pecadora. No, cosí meu, no vulgueu cap més home d'Anglaterra. Per Déu que no voldria perdre aquest honor tan gran com el que em sembla que em trauria un home més ni a canvi de les més altes esperances. | » |

Aquest amor per les coses grans, Enric ja el mostra d'una manera latent a la primera part d'Enric IV: «Com un metall brillant en un terreny obscur, el meu millorament lluint sobre les meves culpes, serà més admirable i atraurà més mirades que la virtut mancada de contrast.'»
Aquesta línia temàtica recorre les tres darreres obres de la tetralogia (les úniques en què apareix Enric V), cosa que dona al personatge un caràcter unitari i compacte al llarg de les tres darreres obres.

### Discurs del Dia de Sant Crispí
El "Discurs del Dia de Sant Crispí" és un famós discurs motivacional, pronunciat per Enric V abans de la batalla d'Azincourt (IV Acte, Escena III.) S'anomena així perquè el 25 d'octubre és la festa dels sant Crispí i Crispinià.

| This day is called the Feast of Crispian. He that outlives this day and comes safe home Will stand a-tiptoe when this day is named And rouse him at the name of Crispian. He that shall see this day and live t'old age Will yearly on the vigil feast his neighbours And say, "Tomorrow is Saint Crispian." Then will he strip his sleeve and show his scars And say, "These wounds I had on Crispin's day." Old men forget; yet all shall be forgot, But he'll remember, with advantages What feats he did that day. Then shall our names, Familiar in his mouth as household words — Harry the King, Bedford and Exeter, Warwick and Talbot, Salisbury and Gloucester — Be in their flowing cups freshly remembered. This story shall the good man teach his son, And Crispin Crispian shall ne'er go by From this day to the ending of the world, But we in it shall be remembered, We few, we happy few, we band of brothers. For he today that sheds his blood with me Shall be my brother; be he ne'er so vile, This day shall gentle his condition. And gentlemen in England now abed Shall think themselves accursed they were not here, And hold their manhoods cheap whiles any speaks That fought with us upon Saint Crispin's Day. | Avui és Sant Crispinià, Qui sobrevisqui avui, i torni indemne a casa S'alçarà de puntetes quan es parli d'aquest dia, I el nom de Sant Crispinià el farà sentir gran. Qui sobrevisqui avui i arribi a vell, Cada any en aquest dia convidarà els veïns I els dirà «Demà és Sant Crispinià» I es pujarà les mànigues i mostrarà les seves cicatrius Dient: «Vaig ser ferit el dia de Sant Crispinià» Els vells obliden; però per més que ell ho hagi oblidat tot, Sempre es recordarà del que va fer aquell dia Amb més esclat del compte. I aleshores els nostres noms Als seus llavis, seran familiars com els mots casolans: Enric, el Rei, Bedford i Exeter, Warwick i Talbot, Salisbury i Gloucester, Tots serem recordats entre copes escumejants, I els homes bons ho explicaran als seus infants I Sant Crispí i Sant Crispinià no passaran - Des d'ara fins al dia que s'acabi el món - Sense que tots nosaltres no hi siguem recordats Nosaltres pocs, feliços pocs, nosaltres, colla de germans, Perquè els que avui vessin la seva sang amb mi Seran els meus germans. Qui sigui baix de sang Serà, des d'aquell dia, alçat a la noblesa. Molts cavallers anglesos que s'han quedat al llit Maleiran el fet de no trobar-se aquí I trobaran vulgar el seu rang quan escoltin Algú que hagi lluitat el dia de Sant Crispinià.[14] |

## Història de les actuacions
Una tradició, impossible de verificar, sosté que Enric V va ser la primera obra interpretada al nou teatre Globe Theatre durant la primavera de 1599 (el Globe hauria estat el "ròdol" mencionat al Pròleg, però Shapiro afirma que els Chamberlain's Men encara es trobaven a The Curtain quan s'interpretà per primera vegada, i que el mateix Shakespeare probablement interpretà el Cor. El 1600 la primera edició impresa diu que l'obra hauria estat feta en "dies de sol". La primera funció de la que se sap la data va tenir lloc el 7 de gener de 1605, a la Cort.
Samuel Pepys va veure un Enric V el 1664, però escrit per Roger Boyle, 1r comte d'Orrery, no per Shakespeare. L'obra de Shakespeare tornà als escenaris el 1723, en una adaptació d'Aaron Hill.
La producció d’Enric V que més cops s'ha representat a Broadway va estar protagonitzada per al 1900, representant-se en 54 funcions. Entre altres interprets notables trobem a Charles Kean (1859), Charles Alexander Calvert (1872), Walter Hampden (1928), i Ty Jones (2011), en un repartiment íntegre d'actors negres.
Entre les principals reestrenes a Londres durant el segle XX s'inclouen:
- 1900 Lyceum Theatre, Lewis Waller com Enric
- 1914 Shaftesbury Theatre, F.R. Benson com Enric
- 1916 His Majesty's Theatre, Martin Harvey com Enric
- 1920 Strand Theatre, Murray Carrington com Enric
- 1926 Old Vic Theatre, Baliol Holloway com Enric
- 1928 Lyric, Hammersmith, Lewis Casson com Enric (Old Vic Company)
- 1931 Old Vic Theatre, Ralph Richardson com Enric
- 1934 Alhambra Theatre, Godfrey Tearle com Enric
- 1936 Ring, Blackfriars, Hubert Gregg com Enric
- 1937 Old Vic Theatre, Laurence Olivier com Enric
- 1938 Drury Lane Theatre, Ivor Novello com Enric
- 1951 Old Vic Theatre, Alec Clunes com Enric
- 1955 Old Vic Theatre, Richard Burton com Enric
- 1960 Mermaid Theatre, William Peacock com Enric
- 1960 Old Vic Theatre, Donald Houston com Enric
- 1965 Aldwych Theatre, Ian Holm com Enric (Royal Shakespeare Company)
- 1972 Aldwych Theatre, Timothy Dalton com Enric (Prospect Theatre Company), also in 1974 in Roundhouse Theatre
- 1976 Aldwych Theatre, Alan Howard com Enric (Royal Shakespeare Company)
- 1985 Barbican Theatre, Kenneth Branagh com Enric (Royal Shakespeare Company)

## Adaptacions al cinema
Hi ha dues grans adaptacions al cinema: la primera, dirigida i protagonitzada per Laurence Olivier el 1944, és una versió colorista i molt estilitzada que comença al Globe Theatre i que gradualment passa cap a una evocació més realista de la batalla d'Azincourt. Aquesta versió es va fer en plena Segona Guerra Mundial i la seva intenció era un crit patriòtic en els moments de la batalla de Normandia.
La segona versió, dirigida i protagonitzada per Kenneth Branagh el 1989, intenta donar una evocació més realista del període i posa més èmfasi en els horrors de la guerra. La seva visió d'Azincourt és plena de fang i horrible. Mentre que Olivier presentà les escenes còmiques com a comèdia, Branagh les preparà com un drama seriós, car creia que aquell humor havia passat de moda i era incomprensible als públics actuals.

## En la cultura popular
- El relat històric de Stephen Ambrose sobre una companyia de la 101a Divisió Aerotransportada durant les darreres etapes de la Segona Guerra Mundial s'anomena Band of Brothers, títol que prové del famós discurs del dia de Sant Crispí. El discurs també es recita durant una entrevista amb Carwood Lipton, i un comandant alemany també en fa referència.
- Als comentaris del director de Braveheart, Mel Gibson destaca que el discurs previ a la batalla de Stirling s'inspira precisament en el d'Enric V abans d'Azincourt.
- A L'Escurçó Negre apareixen nombroses referències i paròdies de Shakespeare. El discurs del dia de Sant Crispí va ser parodiat a l'episodi final de la 1a temporada, "El Segell Negre", on l'Edmund diu «Nosaltres, només nosaltres els escollits: una colla de malparits implacables».